# Любен Мелнишки
Любен Костадинов Мелнишки е български географ.

## Биография
Роден е през 1905 г. в Радомир. В 1931 г. завършва география в Софийския университет. Редактор е на списание „Страни и народи“ и сътрудничи на списанията „География“, „Народна младеж“, „Народна просвета“ и „Медицина и физкултура“. През 1962 г. е избран за член на Националното географско дружество във Вашингтон. Умира през 1967 г.

## Трудове
Автор е на книгите "Индия”, „Из българския Урал“, „Долината на розите“ и др., учебник по география за VII гимназиален клас, както и на статиите „Демографската криза и България“, „Балканът и българският народ“, „България в своите нови граници“, „Банат и банатските българи“ и др.